# Nicola Ottaviani
Nicola Ottaviani (Frosinone, 21 luglio 1968) è un politico italiano, sindaco di Frosinone dal 2012 al 2022.

## Biografia
Nato a Frosinone, consegue il diploma di maturità classica al Liceo Ginnasio "Norberto Turriziani" del capoluogo nel 1986.
Iscrittosi alla Facoltà di Giurisprudenza dell'Università LUISS Guido Carli di Roma, si laurea con una tesi in materia di diritto commerciale. A 24 anni pubblica il suo primo saggio sulla rivista «Il fallimento delle società commerciali» (Edizioni Cedam).
Ha esercitato la professione di avvocato cassazionista nel distretto di Corte d'appello di Roma.

### Carriera politica
Fin da giovanissimo ha militato nei gruppi giovanili della Democrazia Cristiana: alle elezioni comunali del 1995 è candidato sindaco di Frosinone nella lista civica Costituente per Frosinone, ottenendo il 6,65% e risultando eletto consigliere comunale. 
È ricandidato sindaco alle elezioni del 1998 per Rinnovamento Italiano, totalizzando l'8,06% e non accedendo al ballottaggio, ma venendo rieletto consigliere comunale. 
Aderisce poi a Forza Italia, venendo candidato sindaco per la terza volta nel 2002 alla guida di una coalizione di centrodestra, ottenendo il 47% al primo turno e il 45,62% al ballottaggio, dove è sconfitto dall'uscente Domenico Marzi del centrosinistra (54,38%), ottiene però la riconferma in consiglio comunale.
Alle elezioni comunali del 2012 si è candidato per la quarta volta a sindaco di Frosinone alla guida di una coalizione di centro-destra: dopo il 44,38% al primo turno, ha vinto al ballottaggio con il 53,12% dei voti, superando il sindaco uscente Michele Marini (46,88%).
È stato riconfermato sindaco al primo turno delle elezioni comunali del 2017 con il 56,39% dei voti.
Il 21 marzo 2019 abbandona Forza Italia e aderisce alla Lega per Salvini Premier.
Alle elezioni politiche del 2022 viene candidato alla Camera dei Deputati nel collegio uninominale Lazio 2 - 05 (Terracina) per il centro-destra (in quota Lega), venendo eletto con il 54,00% davanti a Rita Visini del centrosinistra (18,11%) e ad Anna Mattiello del Movimento 5 Stelle (17,53%).